# Каленніг
Каленніг (Calennig [kaˈlɛnɪɡ]) — валлійське слово, що означає «святкування Нового року/подарунок», хоча воно буквально перекладається як «перший день місяця», що походить від латинського слова kalends. Слово «Calendar» також має свій корінь у цьому слові.
Це традиція, коли на Новий рік діти несуть прикрашене яблуко, проткнуте трьома паличками та прикрашене гілочкою самшиту та лісовими горіхами. Діти співали вірш і часто отримували подарунки грошима або їжею.

## Дарування подарунків
Традиція дарувати подарунки та гроші на Новий рік — старовинний звичай, який зберігся навіть у сучасному Вельзі, хоча зараз прийнято дарувати хліб та сир.

Багато людей дарують подарунки на новорічний ранок, дітям дарують на шпажках яблука з родзинками та фруктами. У деяких частинах Вельзу люди повинні відвідати всіх своїх родичів до полудня, щоб забрати каленніг, а святкування та традиції можуть відрізнятися залежно від регіону. У Stations of the Sun Рональд Гаттон наводить такий приклад римування Каленніга з Аберіствіта 1950-х років:
Dydd calan yw hi heddiw,
Rwy'n dyfod ar eich traws
I 'mofyn am y geiniog,
Neu grwst, a bara a chaws.
O dewch i'r drws yn siriol
Heb newid dim o'ch gwedd;
Cyn daw dydd calan eto
Bydd llawer yn y bedd .
(«Сьогодні новий рік, і я прийшов до вас просити монети, або коржів, і хліба, і сиру. O підходьте до дверей весело, не змінюючи свого вигляду; До наступного приходу нового року багато хто буде мертвим».)
Рональд Гаттон зазначає, що на південному сході Вельзу та в районі Лісу Дін саме нарізане яблуко було відоме як Каленніг, і в своїй найскладнішій формі складалося з «яблука або апельсина, що тримається на трьох палицях, як триножник, обмазаний борошном, обсаджене горіхами, вівсом або пшеницею, зверху посипаний чебрецем або іншою запашною травою і тримається на шпажці».

Подібним чином Фред Гандо у своїй книзі 1944 року «The Pleasant Land of Gwent» відтворює ілюстрацію Каленіга, побаченого в Деводені, і цитує свого друга Артура Мекена:
Коли я був хлопчиком у Керлеоні-он-Уск, міські діти дістали найбільше, найсміливіше та найвеселіше яблуко, яке вони могли знайти на горищі, глибоко в сухому папоротнику. Вони поклали на нього шматочки сусального золота. Туди встромили родзинки. Вони вставляли в яблуко маленькі гілочки самшиту і акуратно надрізали кінчики лісових горіхів і працювали так, що горіхи ніби виростали з кінців листя падуба… Нарешті, три шматки палиці були закріплені в основі штатива яблука; і так воно носилося від дому до дому; а діти отримували тістечка та цукерки, і — це були дикі дні, пам'ятаєте — маленькі чашки елю.

 Ще в 1880-х роках моя мати, яка походила з Трегарта, Бангор, навчила нас цієї пісні, слова якої були такими:
Calennig, Calennig, Bore Dydd Calan,
Dyma'r amser i rannu'r arian,
Blwyddyn newydd dda i chi,
Ac i bawb sydd yn y ty,
Dyma yw ein dymuniad ni,
Ar ddechrau'r flwyddyn hon,
O dyma ni yn ddod,
I ganu'r flwyddyn hon,
I chi a phawb sydd yn y ty
Ar ddechrau'r flwyddyn hon.
Раніше ми співали цю пісню від дому до дому, сподіваючись отримати гроші за наші зусилля.

 Махен відслідковує Каленніг до римських Сатурналій і припускає, що цей звичай принесли до Керлеона римляни.